# Roche (Vaud)
Roche (literalmente Roca) es una comuna suiza del cantón de Vaud, ubicada en el distrito de Aigle. Limita al norte con las comunas de Rennaz y Villeneuve, al este con Corbeyrier, al sur con Yvorne, y al oeste con Chessel y Noville.
La comuna formó parte del círculo de Villeneuve, disuelto el 31 de diciembre de 2007 con la entrada en vigor de la nueva ley de ordenamiento territorial del cantón de Vaud.